# Назаралиев, Шаршен
Шарше́н Назарали́ев (кирг. Шаршен Назаралиев; 1915 год, с. Уч-Эмчек — 1970 год, с. Уч-Эмчек, Таласский район, Таласская область) — заведующий коневодством колхоза имени Энгельса Ачинского района Джалалабадской области, Киргизская ССР. Герой Социалистического Труда (1949). Депутат Верховного Совета Киргизской ССР.

## Биография
Родился в 1915 году в крестьянской семье в селе Уч-Эмчек (сегодня — Таласский район Таласской области).
С 1935 по 1938 года трудился пастухом в колхозе имени Энгельса Ачинского района. Член КПСС с 1941 года.
Участвовал в Великой Отечественной войне. Боевой путь прошёл в составе 109 стрелкового полка 74-й стрелковой дивизии. После ранения комиссовался и возвратился в родное село.
С 1943 года — заведующий коневодством колхоза имени Энгельса Ачинского района.
В 1948 году колхоз имени Энгельса вырастил 50 жеребят от 50 кобыл. Указом Президиума Верховного Совета СССР от 29 июля 1949 года удостоен звания Героя Социалистического Труда с вручением ордена Ленина и золотой медали «Серп и Молот».
Избирался депутатом Верховного Совета Киргизской ССР.
После выхода на пенсию проживал в родном селе, где умер 11 октября 1970 года.
Память
Его именем названа улица в селе Уч-Эмчек. В местной средней школе находится музейная композиция, посвящённая Шаршену Назаралиеву.